# هيئة تنظيم الاتصالات (الأردن)
أنشئت هيئة تنظيم الاتصالات الأردنية بموجب قانون الاتصالات رقم 13 لسنة 1995، كمؤسسة حكومية مستقلة معنية بتنظيم قطاعي الاتصالات وتكنولوجيا المعلومات.

## أهداف الهيئة
- ضمان توفر خدمات اتصالات وبريدية متقدمة ذات جودة عالية وبأسعار مناسبة للجميع
- إدامة بيئة تنظيمية متكيفة تحفز التنافسية
- العمل مع جميع المستفيدين والشركاء بانفتاح وشفافية ومهنية عالية
- حماية مصالح المستفيدين من خدمات الاتصالات والبريد والاستمرار بنشر التوعية بحقوقهم وواجباتهم
- الحفاظ على بناء مؤسسي بمقاييس عالمية

## وصلات خارجية
موقع الهيئة